# Mehrwegempfang

Mehrwegeausbreitung am Beispiel eines Radar-Echos; durch den Mehrwegeempfang entstehen Phantomobjekte.

Mehrwegempfang oder Mehrwegeempfang (engl. Multipath propagation) tritt an einem Empfänger auf, wenn elektromagnetische Wellen eines Senders von Reflektoren (z. B. Gebäuden, nassem Laub, Wasseroberflächen etc.) abgelenkt werden und auf verschiedenen Wegen beim Empfänger ankommen. Sofern eine Sichtverbindung zwischen Sender und Empfänger besteht, ist das resultierende Mehrwegeempfangssignal die Kombination des Sichtverbindungssignals mit den verschiedenen zeitlich versetzten reflektierten Echosignalen. Wenn keine direkte Verbindung zwischen Sender und Empfänger besteht spricht man von einer Nicht-Sichtverbindung und das resultierende Mehrwegeempfangssignal ist die Kombination nur aus den reflektierten Echosignalen.

## Ursachen
Ein Signal, das über Funk übertragen wird, kann mehrere Übertragungswege vom Sender zum Empfänger nehmen. Ursachen hierfür sind:
- Reflexion (engl. reflection) von Signalen, z. B. an Wänden von Häusern,
- Brechung (engl. refraction) von Signalen, z. B. an der Ionosphäre,
- Streuung (engl. scattering) von Signalen, z. B. an kleinen Objekten wie Schildern,
- Beugung (engl. diffraction) von Signalen, z. B. an Kanten von Häusern oder Bergen.

Auch ein sogenannter Gleichkanalsender kann als weitere Signalquelle auftreten.
Durch diese unterschiedlich langen Übertragungswege kann ein Funksignal mehrfach und zeitlich versetzt bei einem Empfänger ankommen. Die einzelnen Echosignale, die beim Empfänger auftreten, besitzen je nach Dämpfung und Weg unterschiedliche Amplituden und Laufzeiten. Ein charakteristischer Wert für die Beschreibung eines solchen (frequenzselektiven) Fading-Kanals ist gegeben durch das Verhältnis der direkt empfangenen Signalleistung zur Summe aller Echosignalleistungen (Rice-Faktor).

## Messung
Die Dispersionszeit eines Funkkanals misst das Auseinanderlaufen eines Rechteckimpulses. Werden bei digitaler Übertragung Symbole mit einer Dauer übertragen, die wesentlich länger als die Dispersionszeit sind, tritt nahezu kein Fading auf. Man spricht von flachem Fading und einem Rice-Kanal.

## Auswirkungen
Wenn die Dispersionszeit sehr viel größer ist als die Symboldauer, spielt das Symbolübersprechen eine vernachlässigbare Rolle und die Echosignale lassen sich sogar produktiv verwenden, indem man die einzelnen Signale zeitlich auflöst und wieder phasenrichtig zusammensetzt und somit die Empfangsenergie vergrößert (Mehrwege-Diversität). Der bei Bandspreizverfahren, aber auch  bei terrestrischen und satellitenbasierten Mobilfunksystemen mit CDMA-Zugriffsverfahren verwendete Rake-Empfänger arbeitet mit diesem Verfahren. Wesentlich häufiger aber wird in der Praxis das Selection Combining Verfahren verwendet: Wenn es möglich ist, die einzelnen Signale zeitlich aufzulösen, wird das beste Signal ausgewertet und die anderen verworfen.
Der digitale Rundfunk bedient sich moderner digitaler Modulationsverfahren, die zu einem bestimmten Grad immun gegen Mehrwegempfang sind und diesen sogar für eine bessere Qualität des empfangenen Signals nutzen (z. B. bei COFDM, das bei DVB-T, DAB benutzt wird).
Bei der analogen Übertragung von Radio- und Fernsehbildern sind Mehrwegeeffekte z. B. als Geisterbilder direkt erkennbar. Die Überlagerung der Mehrwege-Signale mit dem direkten Signal kann zu Interferenz führen, welche die Signalqualität beeinflusst. Bei Kurzwelle ist der selektive Trägerschwund besonders gefürchtet.
Besondere Beachtung muss der Mehrwegeempfang bei präziser Bestimmung der eigenen Position mittels GNSS finden, da zeitlich kurz versetzte Reflexionssignale die Kreuzkorrelationfunktion verzerren und die Bestimmung der Länge des Ausbreitungspfades von GNSS-Satellit und Empfänger verfälschen. Der resultierende Positionsfehler hängt von der Satellitengeometrie und der Empfangssituation am Boden ab und kann von wenigen Zentimetern bis zu mehreren Metern betragen. Signalbeiträge von längeren Reflexionspfaden können aufgrund der hohen Zeitdifferenz einfacher erkannt werden und eliminiert werden. Bei kommerziellen GNSS-Empfängern wird daher häufig eine Choke-Ring-Antenne genutzt, um Echosignale zu dämpfen. Die Stärke der Positionverfälschung durch Mehrwegeempfang kann in statischen Szenarien auch durch lange Beobachtungszeiten und Messungen vermindert werden.
Allgemein kann gesagt werden, dass sich der Mehrwegeempfang negativ auf die Übertragung von Signalen auswirkt. Grund hierfür ist der unterschiedliche lange zurückgelegte Weg, der jeweils eine Verzögerung des Signals bewirkt.
{\displaystyle t={s \over c}}
Wobei t die Laufzeit, c die Lichtgeschwindigkeit im Vakuum und s der Signalweg ist. Diese Formel liefert für die normale Erdatmosphäre nur einen ungefähren Wert, da die Ausbreitungsgeschwindigkeit im Medium Luft nicht exakt c beträgt.

## Mathematische Beschreibung
Der Effekt des Mehrwegeempfangs wird häufig als LTI-System modelliert, welches aus der Summe von verschieden gedämpften Verzögerungsgliedern besteht. Im Englischen ist dieses Modell als Tapped Delay-Line Model bekannt. Die Kanalimpulsantwort eines Mehrweges mit einer Sichtverbindung und {\displaystyle M} Reflexionspfaden kann durch folgende Formel im Zeitbereich beschrieben werden:
{\displaystyle h_{\mathrm {MP} }(t)=\gamma _{0}\delta (t-T_{0})+\gamma _{1}\delta (t-T_{1})+...+\gamma _{M}\delta (t-T_{M})=\sum _{m=0}^{M}\gamma _{m}\delta (t-T_{m})},
wobei {\displaystyle \delta (t)} die Diracfunktion ist, {\displaystyle T_{0}<T_{1}<...<T_{M}}  und {\displaystyle \gamma _{m}=\alpha _{m}e^{\theta _{m}}}  ein komplexwertiger Koeffizient ist, der die Dämpfung {\displaystyle \alpha _{m}} und den Phasenlage {\displaystyle \theta _{m}} zum Sendesignal beschreibt.
Im allgemeinen Fall sind die Pfadverzögerungen und die Pfadkoeffizienten auch zeitabhängig und der Mehrwegeempfangskanal kann als lineares zeit variantes System dargestellt werden:
{\displaystyle h_{\mathrm {MP} }(t,\tau )=\sum _{m=0}^{M}\alpha _{m}(\tau )e^{\theta _{m}(\tau )}\delta (t-T_{m}(\tau ))=\sum _{m=0}^{M}\gamma _{m}(\tau )\delta (t-T_{m}(\tau ))}